# Frans Krajcberg

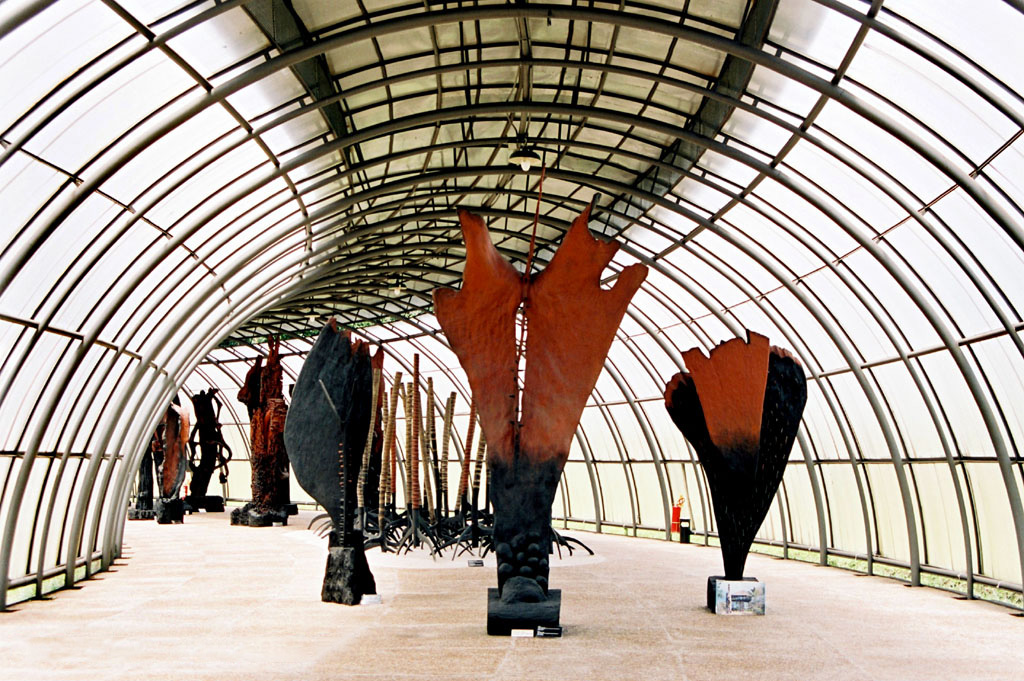
Espacio Frans Krajcberg, en Curitiba.

Frans Krajcberg (Kozienice, 12 de abril de 1921-Río de Janeiro, 15 de noviembre de 2017) fue un guionista, pintor, escultor, grabador y fotógrafo, nacido en Polonia y naturalizado brasileño. En 2008, recibió el gran premio de la APCA.
En 1939 al comienzo de la Segunda Guerra Mundial, Krajcberg buscó refugio en la Unión Soviética, donde estudió ingeniería y artes en la Universidad de Leningrado. En 1941 se alistó en el ejército polaco, y luchó hasta el fin de la guerra en 1945. Residió en Alemania continuando sus estudios en la Academia de Bellas Artes de Stuttgart.
Llegó en 1948 a Brasil, para participar de la primera Bienal de San Pablo, en 1951. Durante la década de 1950 sus trabajos fueron de naturaleza abstracta. 
De 1958 a 1964, vivió en París, Ibiza y Río de Janeiro, donde produce sus primeras obras influenciadas por su contacto directo con la naturaleza. 
Durante la década de 1960 vivió en una caverna en el Pico da Cata Branca, en la región de Itabirito, en el interior de Minas Gerais. En la zona se lo llamaba el barbudo de las piedras, vivía solitario, sin elementos de confort, aseándose en un río vecino, mientras que producía en forma incesante esculturas y grabados en piedra.
En 1964, realiza una primera serie de esculturas utilizando troncos de árboles. Realizó varios viajes a la zona del Amazonas y al Pantanal del Mato Groso, fotografiando y documentando la deforestación, a su paso recogiendo materiales para sus obras tales como raíces y troncos calcinados. Durante la década de 1970 ganó proyección internacional con sus esculturas en madera calcinada.
Su obra refleja el paisaje brasileño, en particular la flora amazónica, y su constante preocupación por la preservación del medio ambiente. Actualmente, el artista se ha dedicado a la fotografía.

## Sitio Natura
Krajcberg está radicado desde 1972 en el sur de Bahía, donde mantiene su atelier en Sitio Natura, en el municipio de Nova Viçosa. Llegó allí por una invitación de su amigo y arquitecto Zanine Caldas, que lo ayudó a construir la morada: una casa, a siete metros del suelo, en lo alto de un tronco de pequi con 2,60 metros de diámetro. En una época Zanine soñaba en transformar Nova Viçosa en una capital cultural y su utopía llegó a reunir nombres como los de Chico Buarque, Oscar Niemeyer y Dorival Caymmi.
En un sitio, de un área de 1,2 km², un resquicio de mata atlántica y de manguesal, el artista plantó más de diez mil almácigos de especies nativas. El litoral del municipio es atraído, anualmente, en invierno, por ballenas jubarte. En Sitio, dos pabellones proyectados por el arquitecto Jaime Cupertino, abrigan actualmente más de trescientas obras del artista. En el futuro, con más de cinco construcciones proyectadas, se constituirá el Museo que llevará el nombre del artista.

## Activismo ecológico

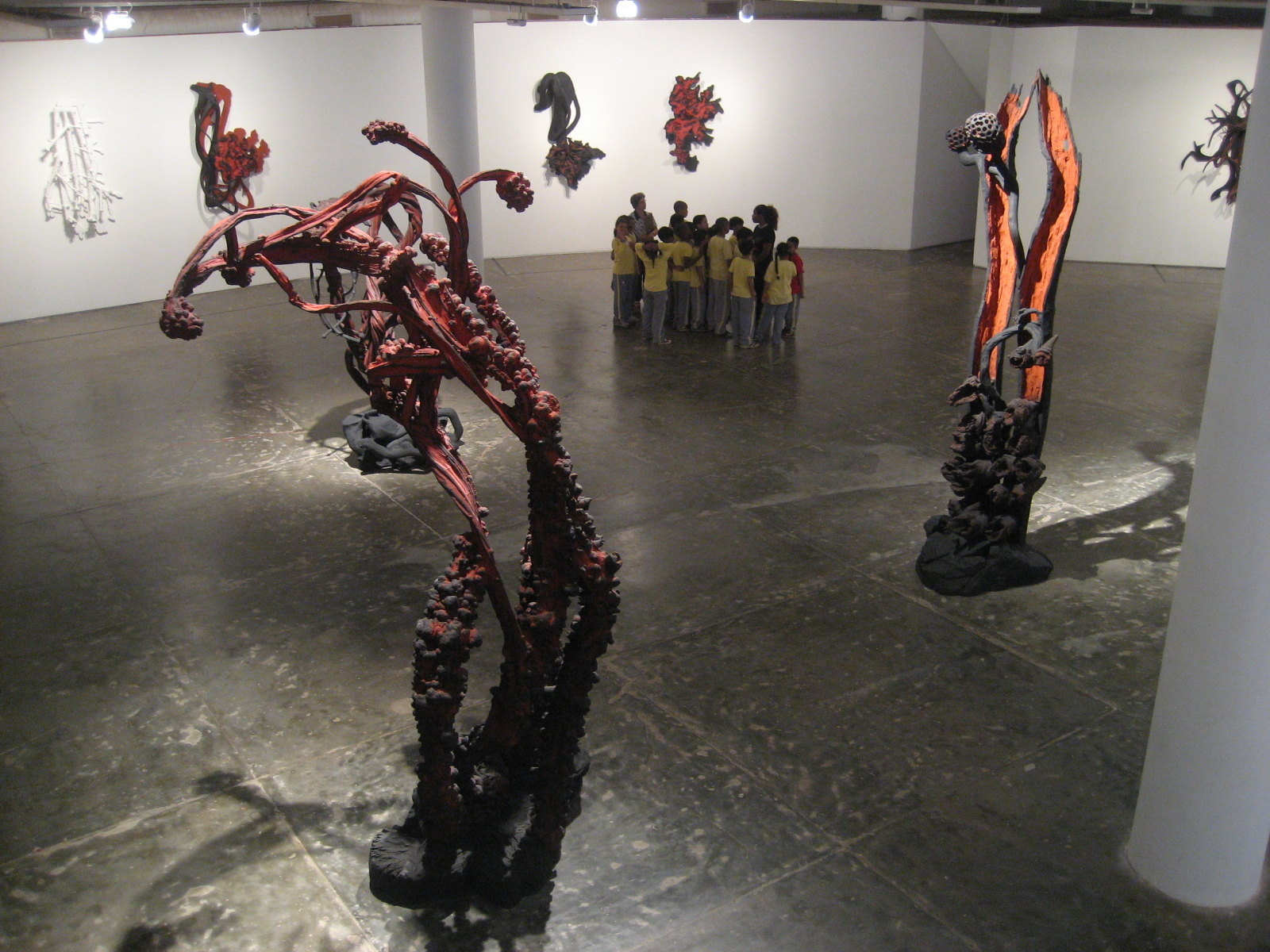
Trabajos de Frans Krajcberg en la exhibición Natura, en São Paulo.

A lo largo de su carrera, el artista:
- denunció quemas en el estado de Paraná;
- denunció la exploración de los mineros en el estado de Minas Gerais;
- denunció el desmantelamiento de la Amazonia brasileña;
- defendió las tortugas marinas que buscan el litoral del municipio de Nova Viçosa para desovar;
- se puso al frente de un tractor para evitar la abertura de una avenida en la ciudad de Nova Viçosa.